# Список органных залов на территории бывшего СССР

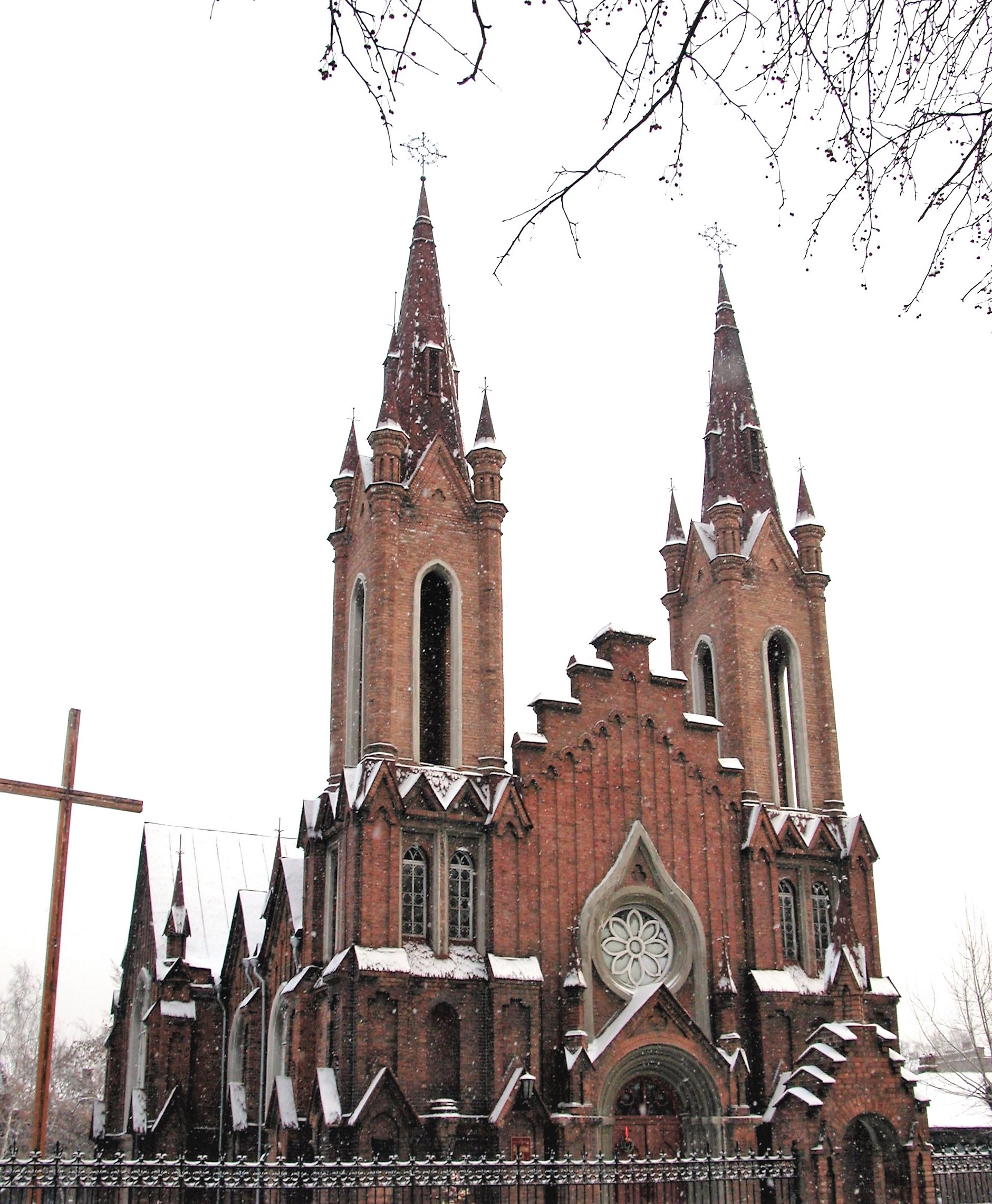
Органный зал в Красноярске, здание католического храма Преображения Господня

Орга́нный зал — зал, в котором установлен орган и проводятся концерты с игрой на этом инструменте. Название «Органный зал» распространено в России, на Украине и в некоторых других странах, бывших республиками СССР. В этих странах нередко бывшие храмы и церкви были адаптированы в советский период для использования в качестве органных залов местных филармоний. Ниже представлен список действующих органных залов на территории бывшего СССР.

## Азербайджан
- Баку

## Литва
- Вильнюс: Собор св. Станислава

## Молдавия
- Органные залы Кишинёва

## Россия
- Архангельск: «Малый Органный Зал» Поморской филармонии
- Белгород: Органный зал Белгородской областной филармонии, действует с 19 декабря 2011 года
- Брянск: Храм Возрождения ЕХБ
- Владивосток:
  - Церковь Святого Павла
  - Церковь Пресвятой Богородицы
- Владикавказ : Северо-Осетинская государственная филармония (бывшая немецкая кирха)
- Волгоград
- Екатеринбург
- Ессентуки: Концертный зал имени Ф. И. Шаляпина
- Иркутск: см. Собор Непорочного Сердца Божией Матери
- Йошкар-Ола
- Казань: Государственный Большой концертный зал имени С.Сайдашева
- Калининград
  - Калининградская областная филармония (в здании бывшей католической церкви Святого Семейства)
  - Малый и большой (точная копия существовавшего до 1945 года) органы в бывшем Кафедральном соборе Кёнигсберга
- Киров: Александровский костёл
- Кисловодск
- Кондопога
- Краснодар (два зала)
- Красноярск: см. Храм Преображения Господня (Красноярск) (с 1980-х годов — Органный зал, с 1993 года и церковь и Органный зал)
- Ливадия
- Москва:
  - Большой зал Московской консерватории
  - Малый зал Московской консерватории
  - Концертный зал имени П. И. Чайковского
  - Концертный зал музея музыкальной культуры им. М. И. Глинки
  - Большой зал Московского международного дома музыки
  - Римско-католический кафедральный собор Непорочного Зачатия Пресвятой Девы Марии
- Набережные Челны: Органный зал открыт в 2005 году
- Нижний Новгород: Большой зал Нижегородской консерватории
- Новосибирск:
  - Большой зал Новосибирской консерватории (электроорган)
  - Католический кафедральный собор Преображения Господня (электроорган)
- Омск: Омский Органный зал
- Пермь:
  - Органный концертный зал Пермской краевой филармонии
  - Орган Храма Непорочного Зачатия Пресвятой Девы Марии
- Пенза: Органный зал Пензенской государственной филармонии (самый молодой органный зал в России)
- Пятигорск
- Самара: Самарская государственная филармония
- Санкт-Петербург:
  - Большой зал Санкт-Петербургской государственной филармонии им. Д. Д. Шостаковича
  - Концертный зал Академической Капеллы
  - Органный зал Таврического дворца
  - Малый зал имени Глазунова Санкт-Петербургской консерватории
  - Лютеранская церковь Святой Екатерины (на Васильевском острове)
  - Концертный зал Мариинского театра
  - Мальтийская капелла Воронцовского дворца (Пажеский корпус/Суворовское училище)
  - Органный зал СПбГУ на факультете филологии и искусств СПбГУ (6 линия ВО, дом 15)
- Саратов (Консерватория имени Собинова)
- Светлогорск (Калининградская область) — Органный зал компании «Макаров» (основан в 1995 году)
- Ставрополь
- Сочи: см. Зал органной и камерной музыки (Сочи)
- Тверь: см. Тверская академическая областная филармония
- Томск: Органный зал Томской областной государственной филармонии. Классический духовой орган производства фирмы «W. Sauer»[нем.] установлен в 1981 году.
- Ульяновск: Ульяновская областная филармония, пл. Ленина 6. Орган немецкой фирмы «Ойле»: 2 мануала, 32 регистра, 2500 труб. Был установлен в 1982 году
- Уфа: Башкирская государственная филармония
- Хабаровск:
  - Хабаровская краевая филармония
  - в здании Новоапостольской церкви (ул. Калинина, 148)
- Челябинск: Зал камерной и органной музыки «Родина»
- Щапово (Троицкий административный округ): Щаповский органный зал
- Ярославль: Концертный зал им. Л. В. Собинова Ярославской государственной филармонии

## Украина
- Днепр: Дом органной и камерной музыки (бывший Брянский Собор)
- Донецк: Донецкая областная филармония, Концертный зал им. С. С. Прокофьева (Постышева, 117)
- Киев: Национальный дом органной и камерной музыки Украины
- Луганск: Луганская областная филармония
- Львов: Костёл и монастырь Святой Марии Магдалины (Львов)
- Харьков: Дом органной и камерной музыки Харьковской филармонии
- Сумы: Сумская областная филармония (ранее — Троицкий собор)
- Ровно: Зал камерной и органной музыки (до 1939 г. — костёл Св. Антония, до 1989 г. — кинотеатр «Глобус»)
- Черновцы
- Белая Церковь: Городской дом органной и камерной музыки (костел Иоанна Крестителя)

## Южная Осетия
- Цхинвал